# دائرة زاكورة
دائرة زاكورة هي إحدى دوائر إقليم زاكورة، التابع لجهة درعة تافيلالت، المملكة المغربية. تضم الدائرة 6 جماعات قروية، وبلغ عدد سكانها 64145 فرداً سنة 2004 حسب الإحصاء الرسمي للسكان والسكنى. يتبع للدائرة 27 مشيخة و152 دوار.

## التقسيمات الإداريّة
تعتبر دائرة زاكورة إحدى الدوائر المشكّلة لإقليم زاكورة، وهو التقسيم الإداري من المستوى الرابع المعتمد في المغرب. ينقسم إقليم زاكورة إلى 24 جماعات قروية تختلف من حيث السكان والمساحة، والتي بدورها تنقسم إلى مشيخات تضم عدداً من الدواوير.